# Ascuta inopinata
Ascuta inopinata är en spindelart som beskrevs av Forster 1956. Ascuta inopinata ingår i släktet Ascuta och familjen Orsolobidae. Inga underarter finns listade i Catalogue of Life.